# لی بیونگ-جون
لی بیونگ-جون (کره‌ای: 이병준; انگلیسی: Lee Byung-joon) بازیگر اهل کره جنوبی است. او از سال ۱۹۸۵ در فیلم، تلویزیون و تئاتر فعالیت می‌کند. او به خاطر نقش‌های مکملش در یک آریای خونین (۲۰۰۶)، های‌وی استار (۲۰۰۷) و چشم در برابر چشم (۲۰۰۸) شناخته می‌شود. در تلویزیون او در سیتکام‌های کوکیری (فیل) (۲۰۰۸)، اوه خدای من (۲۰۱۱) و سمندر گورو و سایه‌ها (۲۰۱۲) و همچنین درام‌های باغ مخفی (۲۰۱۰) و رؤیای بلند (۲۰۱۱) حضور پیدا کرده‌است.